# Episodi di Justice (serie televisiva 1971) (prima stagione)
La prima stagione della serie televisiva Justice è stata trasmessa in anteprima nel Regno Unito dalla ITV tra l'8 ottobre 1971 e il 14 gennaio 1972.
| nº | Titolo originale                   | Titolo italiano | Prima TV Regno Unito | Prima TV Italia |
| -- | ---------------------------------- | --------------- | -------------------- | --------------- |
| 1  | The Most Important Thing of All    |                 | 8 ottobre 1971       |                 |
| 2  | By Order of the Magistrates        |                 | 15 ottobre 1971      |                 |
| 3  | Witnesses Cost Extra               |                 | 22 ottobre 1971      |                 |
| 4  | The Rain It Raineth                |                 | 29 ottobre 1971      |                 |
| 5  | Within a Year and a Day            |                 | 5 novembre 1971      |                 |
| 6  | To Help an Old School Friend       |                 | 12 novembre 1971     |                 |
| 7  | No Flowers, by Request             |                 | 19 novembre 1971     |                 |
| 8  | When Did You First Feel the Pain?  |                 | 26 novembre 1971     |                 |
| 9  | A Nice Straightforward Treason     |                 | 3 dicembre 1971      |                 |
| 10 | People Have Too Many Rights        |                 | 10 dicembre 1971     |                 |
| 11 | You Didn't Have to Pay for Justice |                 | 17 dicembre 1971     |                 |
| 12 | A License to Build Your Own Money  |                 | 7 gennaio 1972       |                 |
| 13 | A Duty to the Court                |                 | 14 gennaio 1972      |                 |